# Matrimonio mistico di santa Caterina d'Alessandria (Andrea del Sarto)
Il Matrimonio mistico di santa Caterina d'Alessandria è un dipinto a olio su tavola (167x122 cm) di Andrea del Sarto, databile al 1512-1513 circa e conservato nella Gemäldegalerie di Dresda. 

## Storia
L'opera fu acquistata dalla galleria imperiale di Praga, nel 1749. 
Essa appartiene a una fase giovanile dell'artista, contemporanea agli affreschi del Chiostrino dei Voti, ed ebbe una notevole influenza sui principali allievi di Andrea, Rosso Fiorentino e Pontormo in primis.

## Descrizione e stile
La pala d'altare è una vivace sacra conversazione con evidenti rimandi alla Madonna del Baldacchino di Raffaello (1507-1508 circa, Galleria Palatina, Firenze) e alle opere coeve di Fra Bartolomeo (Sacra conversazione Cambi, 1509, chiesa di San Marco di Firenze; Pala Pitti, 1512, Galleria Palatina). 
Sotto una tenda, dischiusa da due angioletti simmetrici e in elegante contrapporto (uno rivolto verso lo spettatore e uno di spalle), Maria seduta tiene in braccio il Bambino, che sta infilando l'anello al dito di santa Caterina d'Alessandria, inginocchiata a sinistra; a destra Marina o Margherita d'Antiochia è pure atteggiata in una posa complementare, mentre in basso, seduto sui gradini, un delizioso san Giovannino ha un gesto di ritrosia verso il suo agnellino (l'Agnus Dei, posto vicino ai tipi attributi della croce incannicciata e il cartiglio con la scritta "Ecce Agnus Dei") come per proteggerlo dal draghetto ai piedi di Margherita, simbolo della prova che essa subì in prigionia domando la belva con la sola imposizione della croce. 
La figura del Battista stretto dolcemente all'animale riecheggia la Sant'Anna, la Vergine e il Bambino con l'agnellino di Leonardo. Pur nella brillantezza del colore, tipico della fase giovanile dell'artista, si riconosce già qua e là il tipico sfumato sartesco, dai toni sabbiosi.